# Davy Crockett (film 1910)
Davy Crockett è un cortometraggio muto del 1910 diretto da Francis Boggs.

## Trama
Davy incontra Mary, la figlia di un povero cacciatore delle montagne. I genitori hanno già pronto un marito per la ragazza che, però, si innamora di Davy. I due vengono attaccati dai lupi e trovano riparo in una capanna dove sono assediati dal branco per tutta la notte. Ritornata a casa, Mary viene rimproverata dalla madre che ha già preparato tutto per le nozze. Mary, per evitare il matrimonio, salta a cavallo e fugge via, cavalcando verso l'uomo che ama.

## Produzione
Il film fu prodotto dalla Selig Polyscope Company.

## Distribuzione
Distribuito dalla Selig Polyscope Company, il film - un cortometraggio in una bobina - uscì nelle sale cinematografiche statunitensi il 21 aprile 1910.